# Spaanse verovering van het Azteekse Rijk
De Spaanse verovering van het Azteekse Rijk was een zeer belangrijk onderdeel van de Spaanse kolonisatie in Amerika. De komst van de Spanjaarden betekent het einde voor het Azteekse Rijk. De campagnes tegen de Azteken werden geleid door de conquistador Hernán Cortés.

## Geschreven bronnen over de Spaanse verovering

### Codices
Geschreven pre-Spaanse bronnen over de geschiedenis van de Azteken zijn helaas niet bewaard gebleven. Wat er wel is, zijn in het beste geval de Azteekse codices uit de tijd dat Mexico al onder Spaans gezag stond. De meeste Azteeks codices werden vernietigd door Spaanse missionarissen, maar een paar werden gelezen, geïnterpreteerd met de hulp van Azteekse getuigen en getranscribeerd in Latijnse letters.

### Verslagen
De veroveraars, met name Hernán Cortés en zijn mannen, schreven de geschiedenis van hun veroveringen zelf. Wat ze zagen en ervoeren in de Nieuwe Wereld kon niet worden getoetst aan de antieke schrijvers of de Bijbel (waarin de Nieuwe wereld in het geheel niet genoemd werd). Dit gaf als nooit tevoren ruimte aan 'interpretatie'. Niemand kon dan ook de verslagen van de veroveraars bevestigen of weerleggen. De verslagen zijn dan ook niet, zelfs niet als 'iedereen' hetzelfde schrijft,  noodzakelijkerwijs accuraat.
Hernán Cortés schreef cartas de relación aan keizer Karel V, met het oog op een breed Europees publiek. Cortés, die in Salamanca gestudeerd had, schreef zijn verslagen naar het model van Julius Caesar's Commentarii de bello Gallico (de Gallische oorlog). Ook Caesar had de ruimte om de geschiedenis van zijn verovering zelf te interpreteren. Het is dan ook de vraag of er zich werkelijk in Cholula een Azteekse samenzwering voordeed tegen de Spanjaarden, of Moctezuma werkelijk macht aan Cortés wilde overdragen en daarna door teleurgestelde onderdanen gestenigd werd. De eerste twee brieven waren geschreven in 1519 en 1520, vóór de uitkomst in 1521 bekend was. Andere veroveraars misten het schrijverstalent van Cortés, behalve Bernal Diaz del Castillo, die de kroniek Historia verdadera de la conquista de la Nueva España (waarschijnlijk in 1568) schreef, toen alle andere veroveraars al waren overleden. Het werd pas in de 17e eeuw gevonden. Er zijn vragen over gerezen: hoe kon een voetsoldaat zo goed schrijven? Waarom ontving een persoon met zijn intelligentie nooit een bevel? Hoe is het mogelijk dat hij altijd ter plaatse was en het vertrouwen genoot van zowel Cortés als Moctezuma, maar nooit in een ander ooggetuigeverslag wordt genoemd? Christian Duverger ging in 2012 zelfs zo ver te menen dat Bernal Díaz in werkelijkheid Cortés zelf was.
De Spaanse veroveraars bewonderden de Azteken, met uitzondering van hun religie. Ze noemden hun piramiden mosques, bij gebrek aan vergelijkingsmateriaal. Hoe meer de onderwerping van de Azteken een bruut conflict werd, hoe sterker de religie en cultuur werden afgewezen.
Ook de Anales de Tlatelolco (1528) en Lienzo de Tlaxcala (ca. 1550) zouden als ooggetuigeverslagen moeten gelden, het eerste vanuit het oogpunt van de Tlatelolca's, het tweede van de Tlaxcalans. De oorlog van Tenochtitlan had bij tijden de trekken van een inheemse oorlog, waarvan de uitkomst niet alleen door de Spanjaarden werd beslist. De Azteken hadden vijanden onder de onderworpen stammen en hadden zich zelf ook schuldig gemaakt aan het herschrijven van de geschiedenis van de Mexicaanse hooglanden en vernietigen van oudere bronnen.

## Vermeende Azteekse voorboden voor de Spaanse verovering
Veel verslagen van de veroveringen van het Azteekse rijk door de Spanjaarden zijn voornamelijk door de Spanjaarden zelf geschreven. De meest belangrijke en primaire bronnen zijn de brieven van Hernán Cortés en Karel V; en Bernal Díaz’ geschreven werk, Verdadera Historia de la Conquista de Nueva España (Ware geschiedenis van de verovering van Nieuw-Spanje). De primaire bronnen van de bewoners, beïnvloed door de verovering, worden zelden bekeken. Inheemse verslagen werden op zijn vroegst pas in 1528 vastgelegd. Geschreven in het Nahuatl, beschreven de inheemse bewoners van het Azteekse rijk de zeven voortekenen die er waren geweest voorafgaande aan de komst van de Spanjaarden in de Golf van Mexico. De zeven voortekenen waren:
1. een vreemd verschijnsel aan de oostelijke hemel,
2. vuur dat de tempel van Huitzilopochtli verwoestte,
3. een bliksemschicht die de rieten tempel van Xiuhtecuhtli verwoestte,
4. de verschijning van wegschietend vuur over de oceaan,
5. het "koken" en later overstromen van een meer bij Tenochtitlan,
6. een wenende vrouw in het holst van de nacht,
7. het vangen van een onbekend wezen met een visnet.

De keizer Moctezuma (soms gespeld als Montezuma) zou waarzeggers hebben geraadpleegd om de oorzaak van deze voortekens te bepalen; maar deze waren tot de komst van de Spanjaarden niet in staat om een exacte verklaring te geven.
Werner Stenzel ontmaskerde in 1980 verschillende koloniale fabels: dat Indianen zouden gedacht hebben dat de Spanjaarden de terugkerende god Quetzalcoatl was en de insinuatie dat de christelijke God zijn komst aan Moctezuma II zou hebben aangekondigd door onweerlegbare (hemel)tekens. Hier komt het beeld vandaan van een angstige, twijfelende en melancholieke huey tlatoani (grootse spreker). Volgens deze 'apocalyptische interpretatie' zou Moctezuma II geweten hebben dat hij geen kans maakte tegen de veroveraars, die als een soort boodschappers van God, het Azteekse heidendom met mensenoffers (het werk van de duivel), zouden uitbannen. Er zijn geen pre-Spaanse bronnen met puur historische inhoud over de Azteken bewaard gebleven. De christelijke missionarissen, die in 1524 kwamen, hadden vrij spel: ze vernietigden de oude Azteekse codices, lazen er eerst een paar met hulp van Azteekse getuigen, en interpreteerden, veranderden en transcribeerden ze in Latijnse letters. De 'nieuwe interpretatie' werd aan alle (bekeerde) christenen verplicht opgelegd.